# Franc luxemburguès
El franc luxemburguès (en luxemburguès Lëtzebuerger Frang, en francès franc luxembourgeois, en alemany Luxemburger Frank) és l'antiga moneda de Luxemburg, que va ser introduïda el 1854, substituïda per l'euro l'1 de gener del 1999 i desapareguda definitivament de la circulació el 28 de febrer del 2002, a una taxa de canvi d'1 euro per 40,3399 francs luxemburguesos.
El franc es dividia en 100 cèntims (en francès centimes, singular centime; en alemany Cent, singular i plural). El codi ISO 4217 era LUF, i s'usaven les abreviatures F o fr. Era controlat pel Banc Central de Luxemburg (Banque Centrale du Luxembourg) i emès pel Banc Nacional de Bèlgica.
Entre 1944 i el 2002 (i també abans, de 1921 a 1935), el franc luxemburguès i el belga foren equivalents i lliurement intercanviables en tots dos estats, on tenien el mateix valor legal. A l'època del canvi a l'euro, el 2002, en circulaven monedes de 25 cèntims i 1, 20 i 50 francs, i bitllets de 100, 1.000 i 5.000 francs, a més de les monedes i els bitllets belgues.